# ふたつの時、ふたりの時間
『ふたつの時、ふたりの時間』（原題：你那邊幾點、英：What Time Is It There?）は、2001年に製作された台湾映画。蔡明亮（ツァイ・ミンリャン）監督。
2001年第54回カンヌ国際映画祭、コンペティション部門出品作品。

## キャスト
- 小康（シャオカン）：李康生（リー・カンション）
- シアンチー：陳湘琪（チェン・シアンチー）
- シャオカンの母親：陸弈静（ルー・イーチン）
- シャオカンの父親：ミャオ・ティエン
- パリの女：葉童（イップ・トン）
- ジャン＝ピエール：ジャン＝ピエール・レオ